# رگ‌شناسی

کتاب رگ‌شناسیابن سینا به تصحح استاد سید محمد مشکوة

رگ‌شناسی یا «رساله در نبض» یکی از کتاب‌های ابن سینا است که به زبان پارسی نگاشته شده‌است. ابن سینا این کتاب را به فرمان علاء الدوله نگاشته‌است.
«رگ‌شناسی» از نوشته‌های مسلم پورسینا است که وی در این رساله شاهکار بزرگی از خود بیادگار گذارده و اکنون بسیاری از مطالب آن با دانش کنونی پزشکی همخوانی دارد. در این رساله شمار زیادی اصطلاحات پزشکی دیده می‌شود که ابن سینا برابرهای پارسی آن را آورده‌است. «رگ‌شناسی» یکی از مؤلفات ابن سینا است و چنان‌که از نام آن برمی‌آید دربارهٔ نبض و شناسایی رگ‌هاست. «رگ‌شناسی» رساله‌ایست که ظاهرا در اواخر عمر او به رشته تحریر در آمده است چرا که عقایدی متفاوت با آنچه که در کتاب قانون فی الطب نگاشته است در آن مستتر است.
اگرچه رگ و پی برای عصب‌ها سرخرگ‌ها و سیاهرگ‌ها بکار می‌رود ولی ابن سینا خود آن را در این کتاب گاهی به معنی محل عبور روح از آن نام برده است باید در نظر داشت که پیشینیان به پی روی از جالینوس نبض را ناشی از حرکات موجی (مستدیر) رگها می دانستند، به همین دلیل در این کتاب نیز رگها استعداد جنبش داشته یا دارای حرکت انقباض و انبساطی (نبض) می باشند.

## نسخه‌ها و چاپ کتاب
نسخه‌های خطی فراوانی از آن در کتابخانه‌های دنیا و ایران موجود است. این کتاب برای نخستین بار در سال ۱۳۱۷ به یادگار جشن گشایش دبیرستان پهلوی از طرف وزارت معارف وقت به چاپ رسیده‌است. در سال ۱۳۳۰ به یادگار جشن هزاره ابوعلی‌سینا توسط «انتشارات انجمن آثار ملی» به شماره یازده با مقدمه و حواشی و تصحیح استاد سید محمد مشکوة در تهران به چاپ رسیده‌است و دوباره در سال ۱۳۸۳ توسط انجمن آثار و مفاخر فرهنگی، چاپ شد.

## ساختار بندی کتاب
در آغاز کتاب چنین است:

سپاس مر آفریدگار را و ستایش مر او را و درود بر پیغامبر گزیده و اهل بیت و یاران او. فرمان (خداوند ملک عادل سید منصور مظفر) عضدالدین علاءالدوله و قاهر الامه و تاج المله ابوجعفر حسام امیرالمؤمنین کّرم‌اللّه مثواه، بمن آمد که اندر باب دانش رگ کتابی کن جامع، که همه اصل‌ها اندر وی بود بتفصیل. پس فرمان را پیش گرفتم باندازه طاقت و دانش خویش. و این کتاب را به زبان پارسی چنانکه فرمان بود و بر توفیق ایزد معونت کردم و از وی یاری خواستم. امیدوارم که بدولت چنین (خداوند) توفیق یاری یابم».

و پایان کتاب چنین است:
 … و خشم نبض را عظیم کند و بلند و سریع و متواتر گرداند و غم نبض را صغیر و ضعیف و متفاوت و بطی گرداند. و هر چه بمفاجا رسد نبض را سریع و لرزان کند. اکنون این اصل‌ها کلی است اندر علم نبض که حکیمان گفته‌اند و اما نبض (بیماران) و بیماری‌ها شاید گفتن بتفصیل. انشاءاللّه تعالی».

این کتاب در نه فصل نگاشته شده‌است:
- فصل یکم: در اصل‌هایی که اول باید دانست (عنصرهای چهارگانه)
- فصل دوم: در بیان تحلل بدن و سبب حیات برخی حیوانات در حالی که مدتی تغذیه نمی‌کنند.
- فصل سوم: در بیان اینکه دل به منزله شریان همه تن است و...
- فصل چهارم: در بیان اینکه همواره بین حرکت انقباض و انبساط سکونی فاصله‌است.
- فصل پنجم: در اندازه حرکت و تعریف نبض و اقسامی که از آن پدید می‌آید و...
- فصل ششم: بحث در استواء و اختلاف - بحث در باب نظام و عدم نظام و بحث در جنس وزن و زمان حرکت.
- فصل هفتم: گفتار در نبض مستوی و مختلف.
- فصل هشتم: اقسام نبض مرکب که نام‌های مخصوص دارد.
- فصل نهم: در سبب‌های نبض

## بن‌مایه
- حسین بن عبدالله ابن سینا. رگ شناسی. به کوشش سید محمد مشکات. انجمن آثار و مفاخر فرهنگی. شابک ۹۶۴-۷۸۷۴-۵۶-۱. از پارامتر ناشناخته |عنوان2= صرف‌نظر شد (کمک)